# 대한민국 형법 제67조
대한민국 형법 제67조는 징역에 대한 형법총칙의 조문이다.

## 조문
제67조(징역) 징역은 형무소내에 구치하여 정역에 복무하게 한다.

## 참고 문헌
- 신이철, 형법총론, 경찰승진연구회, 2005. ISBN 9788988777886
- 조현욱, 형법총론강의, 진원사, 2008 ISBN 9788990904621
- 손동권, 형법총론, 栗谷出版社, 2011. ISBN 9788991830936